# Болото (політика)
Болото — у політичному лексиконі, характеристика нерішучих, невизначених політичних сил, груп, партій, політичних лідерів. Часто застосовується для саркастичної характеристики політичного центру. Ліві, праві та «болото».

## Історія
Болото, Рівнина(фр. Marais; Plaine) — назва групи депутатів, що становила більшість у Конвенті в період Великої французької революції. Болото утримувало нейтралітет, а в головних питаннях йшло за тією з політичних сил, яка на даний момент була сильнішою. Найвизначнішими представниками Болота були Емманюель Жозеф Сьейес, Антуан Тібодо, Поль Баррас. Спочатку Болото підтримувало в Конвенті жирондистів, потім якобінців, а в період розколу якобінського блоку (березень 1794 року) робесп'єристів. За термідоріанського перевороту 27-28 липня 1794 року Болото перейшло на бік контрреволюційних змовників. Депутати Болота користувалися великим впливом в термідоріанському Конвенті. Назва «Болото» закріпилося в подальшому за політичними угрупованнями, поведінка яких характеризується нерішучістю, прагненням ухилитися від боротьби.